# 偽装セキュリティツール
偽装セキュリティツールとは、セキュリティソフトを装ったマルウェアの一種である。セキュリティソフトとしての機能がないにもかかわらず、コンピュータウイルスなどの脅威があると偽り、ソフトウェアの代金を要求するといった動作を行う。
ユーザーから金銭をだまし取ることを目的とした詐欺に用いられる。セキュリティ検知機能がないのにもかかわらず、｢エラーが見つかりました｣などの広告を表示し、ソフトウェアをダウンロードさせるといった手口が使われる。しかし、実際はそういったソフトに問題を解決する能力はなく、正規版の購入が必要などとして金銭を要求されることになる。これらのソフトウェアの広告は、YouTubeのような著名なサイトでも表示されたことがあり、インターネット広告企業が外部から攻撃を受け、この種のマルウェアを拡散させてしまうケースもある。
ユーザーに虚偽の情報を与えてセキュリティ上の恐怖をあおり、商品を購入させるものは「脅えさせる」という意の英語”スケア（scare）”と”ソフトウェア”を組み合わせた造語「スケアウェア」に該当する。また、誤った情報を通知するソフトという意で「ミスリーディングアプリケーション」とも呼ばれる。また、ソフトの販売自体が詐欺であるため「詐欺的セキュリティソフト」とも呼ばれる。
被害を防ぐためには、リスクを煽る広告を信用しないことが必要になる。また、本来のセキュリティソフトの中にはこれらを「ウイルス」として駆除できるものもある。日本語の表現が不自然であるために判別できることもある。

## 主なソフトウェア
- WinFixer
  - WinAntiVirusPro
  - WinAntiSpyware 2005
  - SystemDoctor 2006
- Security Tool[2]
- RegClean Pro
- KansenNashi
- Error Safe
- AnchiWamu2008[6]
- Antivirus XP 2008
  - Antivirus XP 2009
- Reimage Repair
- PCサポート マイクロソフトのソフトウェアの専門家
- PC SpeedScan Pro(ガンガンガン速)
- My System Mechanic
- SlimCleaner Plus
- WinZipDriver Updater